# Амалия Клевская
Ама́лия (Аме́лия) Кле́вская (нем. Amalia von Kleve-Jülich-Berg; 17 октября 1517, Дюссельдорф — 1 [11] марта 1586, Дюссельдорф) — представительница дома Ламарков, четвёртый ребёнок и младшая дочь герцога Клевского Иоганна III и его супруги Марии Юлих-Бергской.

## Биография

### Ранняя жизнь и образование
Все четверо детей провели свои первые годы вместе под присмотром своей матери Марии, прежде чем Вильгельм, будучи наследником, отправился получать образование все дома. Амалия и две её старшие сестры, Сибилла и Анна, получили старомодное и скудное образование с точки зрения XVI века, где упор был сделан на домашние обязанности, такие как рукоделие и кулинария. Девочек таким образом готовили на роль жён правителей. Примечательно, что их не обучали, например, игре на музыкальных инструментах. Кроме того, небольшой немецкий двор не следовал итальянской моде, которая была распространена в дворянских семьях в то время.

### Возможное замужество
Король Англии Генрих VIII рассматривал возможность породниться с герцогами Клевскими, поэтому после переговоров придворный художник Генриха Ганс Гольбейн-младший приехал в герцогство, чтобы написать портреты Амалии и Анны, которые были возможными кандидатками в жёны для недавно овдовевшего короля. Увидев обе картины, Генрих выбрал Анну. Вероятно, он предпочёл Анну её младшей сестре, потому что у неё были более сильные наследственные права на герцогство своего отца.
В последующие годы семья Амалии пыталась выдать её замуж максимально выгодно. Были долгие переговоры с маркграфством Баден о возможном стратегическом браке между двумя династиями. У маркграфа было два сына: Бернхард, чья кандидатура была отвергнута из-за его аморального и грубого поведения; и Карл, который родился в июле 1529 года и, таким образом, был почти на двенадцать лет моложе Амалии.
Вильгельм из уважения к сестре отказался выдать её за кого-то вроде Бернхарда, у которого, по его мнению, не могло быть наследников с Амалией из-за его распутной жизни. Герцог также отказался заставить Амалию выйти замуж за Карла, который был всего лишь ребёнком. В результате Амалия осталась незамужней.

### Поздняя жизнь
У её брата Вильгельма было четыре дочери и два сына в браке с Марией Австрийской. Амалия помогла воспитывать племянниц, которые получили лютеранское образование, тогда как два сына получили католическое образование. Амалия была лютеранкой и не хотела позволять своим племянникам исповедовать католицизм. Такая преданность Амалии лютеранству настолько разозлила её брата, что он якобы в какой-то момент выхватил свой меч и пошёл за Амалией, прежде чем его остановил слуга.
Амалия также любила музыку и поэзию. Существует сборник песен (оригинал хранится в Берлине), которым очень интересовалась Амалия. Книга принадлежала другу Амалии и содержит пять религиозных песен, посвящённых Деве Марии, и двадцать семь любовных песен. Амалия от руки вписала в книгу стихотворение о тоске по любимому.
Амалия также является автором сборника песен, который в настоящее время находится в Немецкой национальной библиотеке в Берлине, а её копии в публичной библиотеке и университетской библиотеке Франкфурта.
Её сестра Анна, которая жила в Англии с момента её свадьбы с Генрихом VIII и продолжила проживать там после аннулирования брака, завещала Амалии кольцо с бриллиантом.
Амалия умерла 1 марта 1586 года в Дюссельдорфе в возрасте 68 лет, пережив обеих своих сестёр.